# Can Paloma
Can Paloma és un edifici del municipi d'Esparreguera (Baix Llobregat) inclòs en l'Inventari del Patrimoni Arquitectònic de Catalunya.
És una masia composta de diferents cossos amb teulades a dos vessants. La façana està arrebossada i pintada de blanc excepte les pedres de les obertures, que són allindanades. La masia compta amb extensos camps de conreu.